# Michel-Victor Acier
Michel-Victor Acier (nacido en Versailles, 1736 - fallecido en Dresde 1799) fue un ceramista y escultor francés.

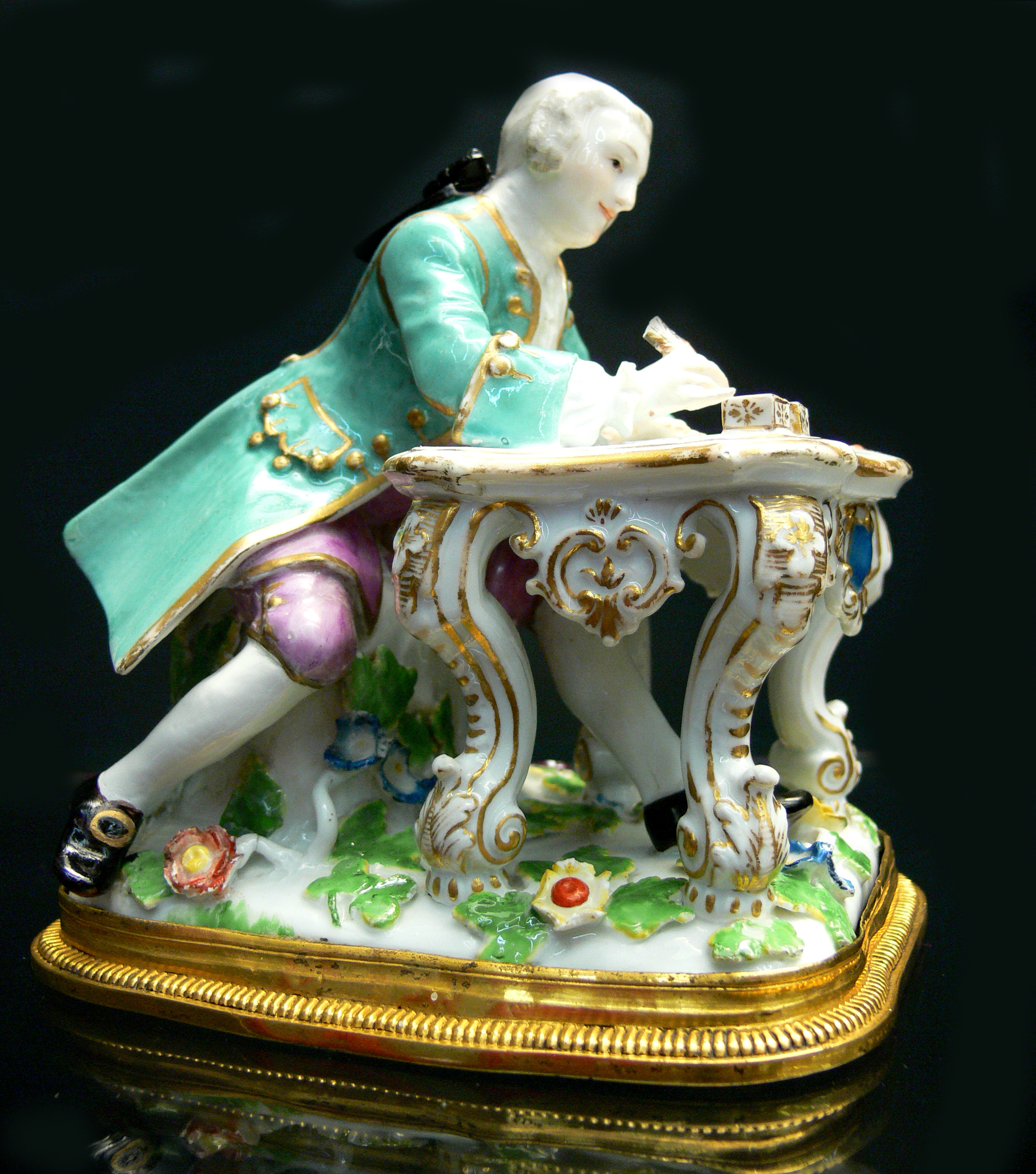
Tipo de producción típica de Meissen

## Datos biográficos
Estudió escultura en París , donde creó varias estatuas para la iglesia en Borgoña , pero su actividad principal era modelador de porcelana.
En 1764 fue invitado a Meissen en el papel de maestro escultor de la fábrica real, en colaboración con Johann Joachim Kändler que durante tres décadas había creado el tipo de porcelana de Meissen muy peculiar y conocida: la cerámica con decoración figurativa en relieve y estatuillas de temas de la vida cotidiana.
Una década más tarde, comenzó a desarrollar un estilo independiente, que sustituyó las tonalidades vivas y los modelos característicos del arte de la cerámica de la época por elementos clásicos y en ocasiones temáticas moralizantes.
Esta nueva tendencia tuvo una influencia significativa en el estilo de la porcelana germánica y fue muy apreciada en el extranjero, influyendo sobre la cerámica inglesa y francesa.
Las obras de Acier y sus alumnos más brillantes, están expuestas en el Museo de Hamburgo y otros museos alemanes y británicos. 
Desde 1780 fue miembro de la Academia de Dresde . 